# Caterina Cybo
Caterina Cybo (Ponzano, 13 settembre 1501 – Firenze, 17 febbraio 1557) fu duchessa consorte di Camerino, reggente dal 1527 al 1535 e seguace del movimento di riforma religiosa nell'Italia del XVI secolo.

## Biografia

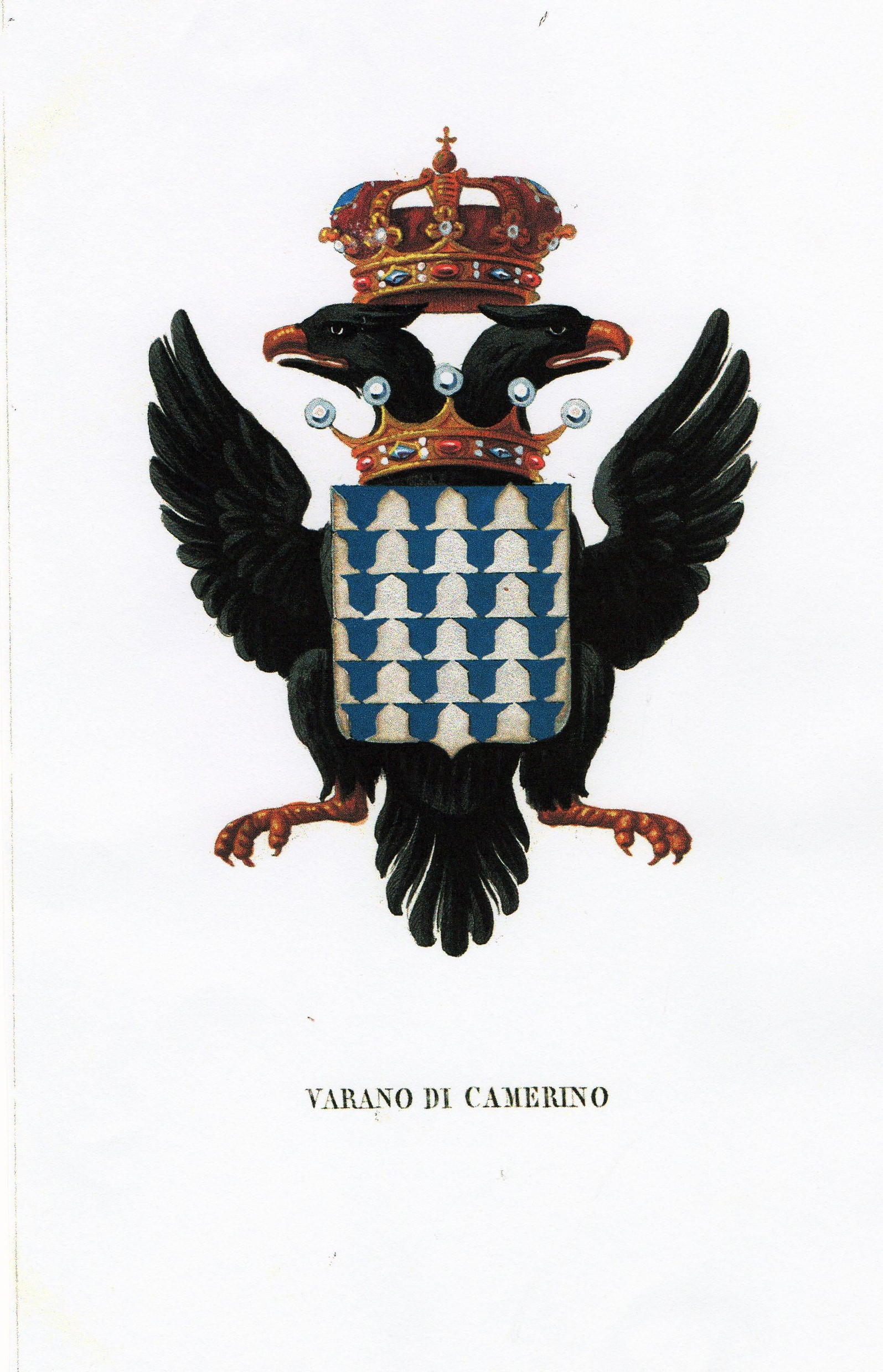
Stemma dei Varano (litografia fine Ottocento)

### Duchessa di Camerino

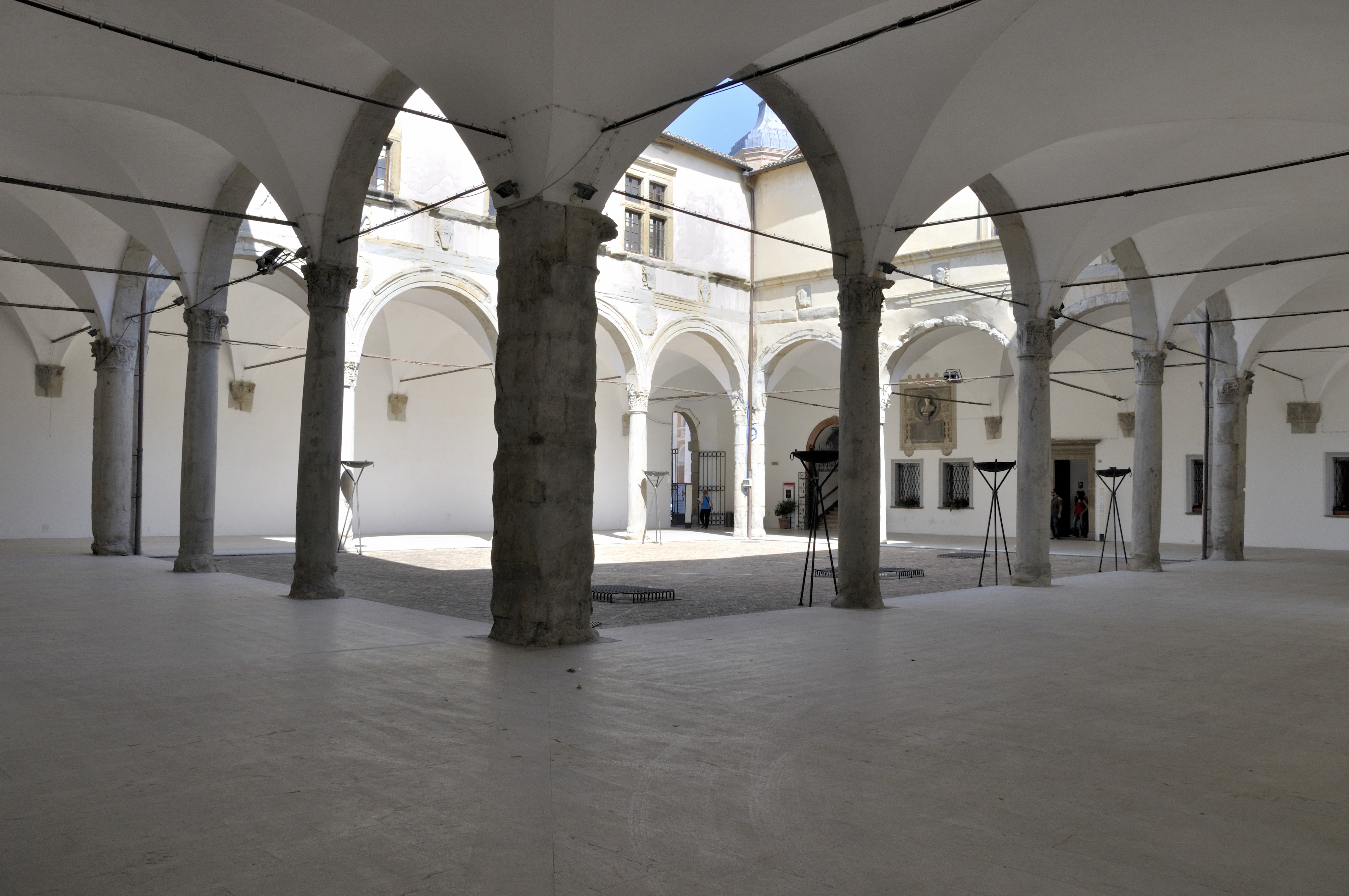
Il palazzo ducale di Camerino

Caterina fu la quinta figlia di Franceschetto Cybo (1449-1519), figlio naturale di Giovanni Battista Cybo, che fu papa Innocenzo VIII dal 1484 al 1492, e di Maddalena de' Medici (1473-1519), figlia di Lorenzo il Magnifico e sorella di Giovanni de' Medici, divenuto papa Leone X nel 1513.
Già nel 1513, a 12 anni, Caterina fu promessa sposa di Giovanni Maria Varano (1481-1527), creato nel 1515 duca di Camerino da papa Leone X, zio di Caterina. Il matrimonio fu rimandato per la contrarietà di Maddalena de' Medici, che avrebbe voluto che la figlia sposasse Sigismondo da Varano, nipote di Giovanni Maria: morta la madre nel 1519, Caterina sposò Giovanni Maria nel 1520.
Alla morte di Leone X, protettore di Giovanni Maria, Sigismondo da Varano s'impadronì di Camerino con l'aiuto delle armi dello zio materno Francesco Maria della Rovere. Caterina fuggiva a Civitanova, mentre il marito raggiunse Roma, dove riuscì a organizzare un piccolo esercito con il quale riconquistò Camerino e fece uccidere a tradimento Sigismondo.
Il 24 marzo 1523 nacque l'unica figlia Giulia (1523-1547) e in novembre fu eletto Papa un altro zio di Caterina, Giulio de' Medici, che prese il nome di Clemente VII. I due coniugi assistettero alla cerimonia d'incoronazione del pontefice, al quale chiesero invano la restituzione di Senigallia e di Sassoferrato, conquistate dal duca di Urbino Francesco della Rovere: in compenso, il marito ottenne l'assoluzione per l'omicidio di Sigismondo e Caterina ebbe garantito il diritto di successione al Ducato di Camerino in caso di morte di Giovanni Maria e della figlia Giulia senza eredi maschi.
Giovanni Maria da Varano morì di peste il 10 agosto 1527, lasciando erede la figlia, promessa a uno dei figli del suo parente di Ferrara Ercole da Varano, Alessandro o Matteo, una volta che Giulia fosse stata in età da marito. A quel punto Rodolfo, uno dei figli naturali di Giovanni Maria, fece imprigionare Caterina e si proclamò duca, con l'appoggio del cognato Sciarra Colonna. Questi, messo alle strette dalla reazione dei Cybo, dei pontifici e del duca di Urbino, tradì Rodolfo e cercò d'impadronirsi legalmente del ducato, offrendosi di sposare Caterina Cybo, ma le sue trattative non andarono a buon fine. Il Colonna fu costretto ad abbandonare Camerino, mentre Rodolfo da Varano venne giustiziato.

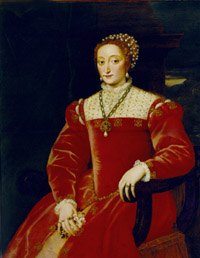
Tiziano (bottega): Ritratto di Giulia Varano

Tra i soccorritori di Caterina Cybo vi erano stati Ercole, Alessandro e Marco da Varano, interessati a preservare i territori del ducato per la propria famiglia in vista del matrimonio di Giulia: ora però decisero di impadronirsi subito di Camerino, probabilmente perché avevano avuto notizia che Caterina non fosse più intenzionata a rispettare l'accordo matrimoniale. Contro di loro, Caterina chiese l'aiuto del duca di Urbino, promettendo Giulia al figlio Guidobaldo della Rovere una volta che la bambina avesse avuto quattordici anni: l'accordo, rimasto segreto, fu formalmente raggiunto a Todi il 14 dicembre 1527. Le forze del duca Francesco della Rovere respinsero facilmente i tentativi dei da Varano, che furono anche scomunicati dal papa il 18 febbraio 1529, mentre Caterina li faceva condannare a morte in contumacia.
Caterina Cybo aveva intanto favorito la formazione del nuovo Ordine cappuccino. Il frate minore del convento di Montefalcone, Matteo da Bascio, durante un'epidemia di peste che colpì quelle province nel 1523, rimasto scandalizzato dell'inerzia di cui avevano dato prova i suoi confratelli, si convinse della necessità di riformare l'Ordine francescano ovvero di fondarne un altro con regole più rigorose. Andato a Roma nel 1525 per ricevere il consenso del pontefice, dovette accontentarsi solo di promesse e venne persino incarcerato dal suo superiore al ritorno nel suo convento. Caterina lo fece liberare e raccomandò al papa un seguace di Matteo, Ludovico Tenaglia da Fossombrone, che il 18 maggio 1525 ottenne, per sé e i propri seguaci, il permesso di portare il tipico cappuccio quadrato e di condurre vita eremitica. Successivamente, il 3 luglio 1528, Clemente VII emanava la bolla Religionis zelus, con la quale si istituiva ufficialmente il nuovo Ordine.
Il 13 aprile del 1533 vi fu un nuovo tentativo di Matteo da Varano di impadronirsi del ducato. Penetrato con pochi armati nel palazzo ducale, fece prigionieri Caterina e il suo amante Pietro Mellini, ma non riuscì a sequestrare anche la piccola Giulia, custodita nella rocca della città. Il suo scopo era di far annullare le nozze promesse con il della Rovere, ma il rifiuto di Caterina di piegarsi alle sue minacce costrinse alla fine Matteo a fuggire.
Nell'ottobre 1533 la duchessa fece parte del gruppo di nobili che accompagnò, via mare, a Marsiglia la giovane Caterina de' Medici per il matrimonio con il principe Enrico di Valois.
Nuove difficoltà sorsero nel settembre del 1534 alla morte di Clemente VII. Scomparso lo zio protettore, era probabile che il nuovo pontefice, quale che fosse, si opponesse alle nozze per poter favorire le mire della propria famiglia sul ducato di Camerino. Da parte sua, il cardinale Innocenzo Cybo, fratello di Caterina, cercava di raccogliere voti in conclave promettendo la nipote Giulia in moglie ai congiunti dei cardinali elettori.
Di fronte a tali manovre, Francesco Maria della Rovere impose l'immediata celebrazione del matrimonio tra Giulia e il figlio Guidobaldo, in cambio della restituzione a Caterina della dote della figlia, e le nozze furono celebrate il 12 ottobre 1534 nella rocca di Camerino. Il nuovo papa Paolo III Farnese, eletto il 13 ottobre, il quale mirava a ingrandire i possessi della propria famiglia, reagì violentemente alla notizia, convocando a Roma Caterina, Giulia e Guidobaldo - che rifiutarono di presentarsi - diffidando dal consumare il matrimonio e togliendo alla duchessa la potestà sul territorio di Visso. Intanto che Caterina rinunciava al governo del ducato in favore di Guidobaldo, il 17 febbraio 1535 Paolo III scomunicava i duchi e reincamerava Camerino, almeno formalmente, tra i beni della Chiesa: il 28 marzo «fulminava» la città d'interdetto.

### L'esperienza evangelica

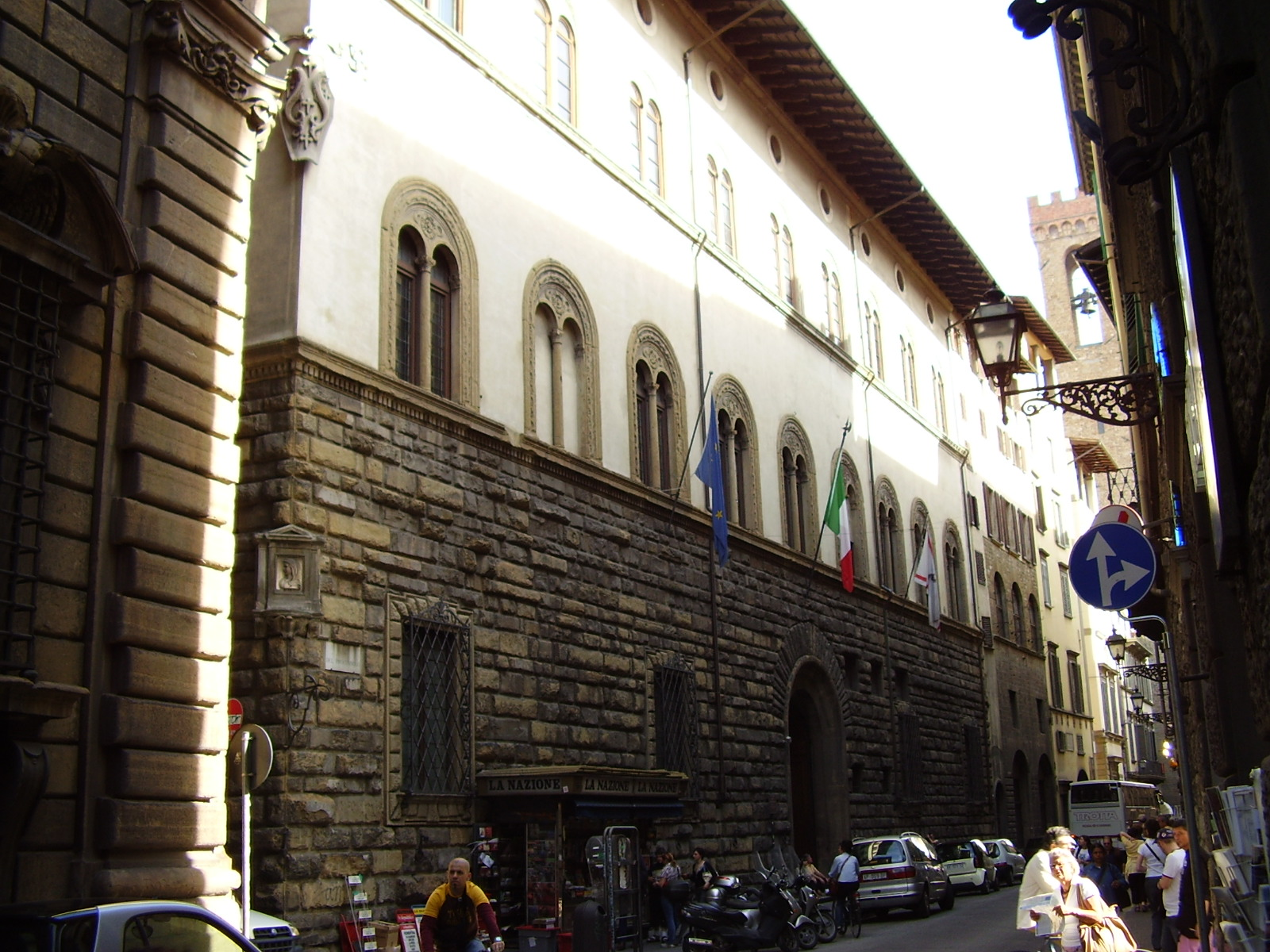
Firenze: Palazzo Pazzi

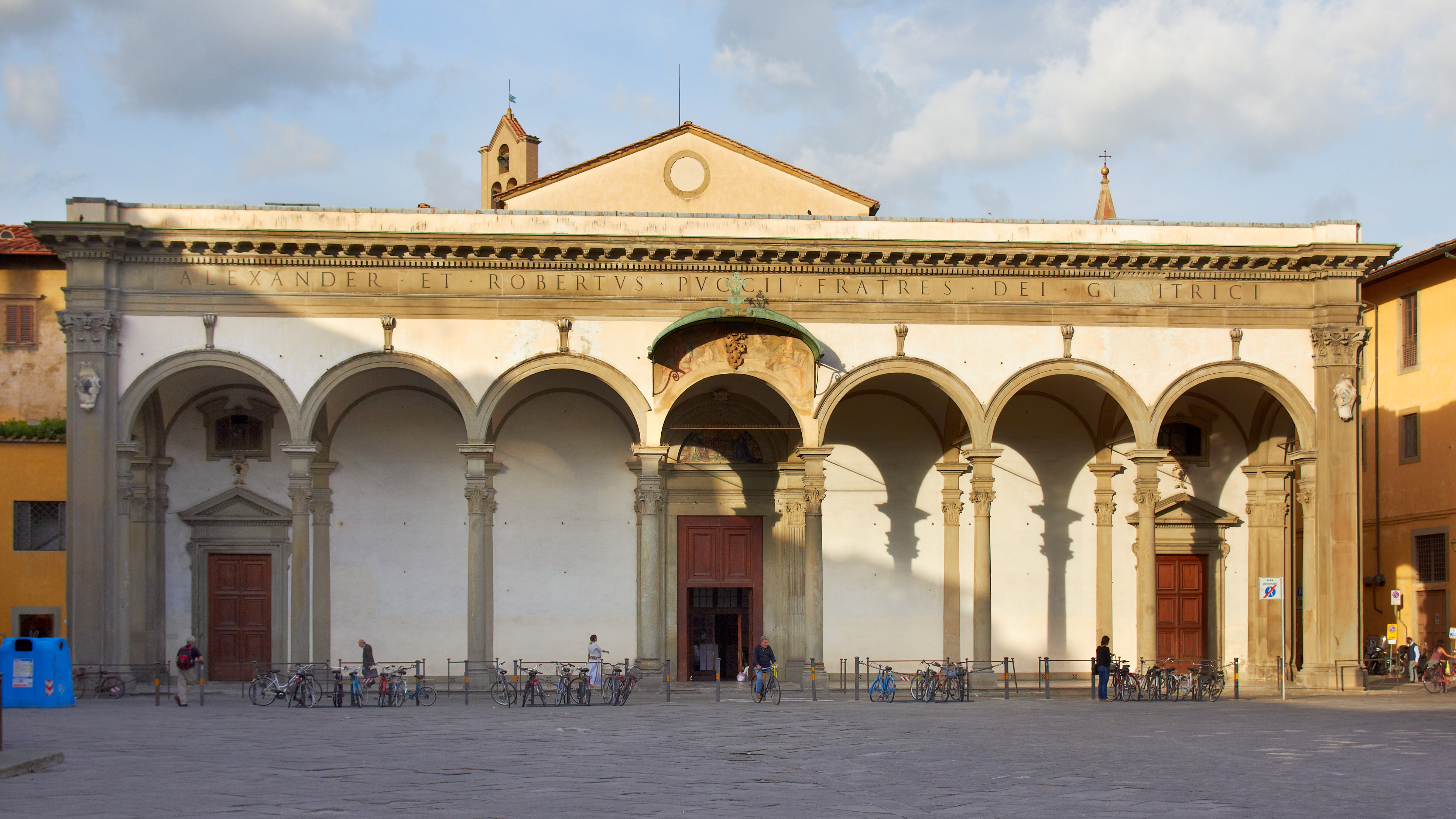
Basilica della Santissima Annunziata

Libera dagli impegni di governo, la Cybo nel 1535 si trasferì a Firenze nel palazzo de' Pazzi, dove abitava il fratello Innocenzo con la cognata e amante Ricciarda Malaspina, e la di lei sorella, Taddea, e figlia, Eleonora Cybo. Qui conobbe i letterati Francesco Berni, che ne scrisse un elogio nel suo Orlando innamorato, Benedetto Varchi, che le dedicò un sonetto, Agnolo Firenzuola, che già le aveva dedicato nel 1525 i suoi Ragionamenti.
Fu in rapporto anche con molti dissidenti religiosi: con Bernardino Ochino, il generale dei cappuccini che nella sua casa, nel 1542, lasciò il saio per fuggire in Svizzera, inseguito dall'ordine dell'Inquisizione di presentarsi a Roma, e con il quale rimase forse in contatto epistolare; egli la fece protagonista dei suoi Dialogi sette, nei quali viene espressa la teoria della giustificazione tratta dallo spirituale Juan de Valdés.
Conobbe altri intellettuali e uomini di Chiesa che aspiravano a una profonda riforma della Chiesa, se non in odore di eresia, come i cardinali Reginald Pole e Federico Fregoso, e il vescovo Gian Matteo Giberti. Ospitò Marcantonio Flaminio, che pubblicò, dopo averlo revisionato, il Beneficio di Cristo di Benedetto Fontanini, un testo di riferimento per i riformati italiani. Frequentò Pietro Carnesecchi, che nel processo che egli dovette subire a Roma, alla fine del quale, nel 1567, fu condannato al rogo, la presentò agli inquisitori come una seguace del Valdés.
Quando nel 1539 la figlia Giulia e Guidobaldo della Rovere dovettero cedere Camerino a Ottavio Farnese, nipote di Paolo III, in cambio di 78 000 ducati d'oro, il papa annullò la scomunica. Giulia morì nel 1547 a Fossombrone, assistita dalla madre, che fu presente anche alla morte dei fratelli Lorenzo e Innocenzo. Nel luglio del 1555 fece testamento a favore della nipote Virginia della Rovere.
Caterina Cybo morì il 17 febbraio 1557 a Firenze: ebbe definitiva sepoltura nella chiesa dell'Annunziata del monastero delle murate, accanto alla nipote Eleonora, chiesa poi distrutta con la soppressione napoleonica del monastero .

## Ascendenza
|                      |                  |                                           | Genitori                              |  |  | Nonni |  |  | Bisnonni                     |  |  | Trisnonni                           |  |
|                      |                  |                                           |                                       |  |  |       |  |  | Arano Cybo, viceré di Napoli |  |  | Maurizio Cybo dei Conti di Gragnano |  |
|                      |                  |                                           |                                       |  |  |       |  |  | Arano Cybo, viceré di Napoli |  |  | Maurizio Cybo dei Conti di Gragnano |  |
|                      |                  | Saracina Marocelli                        |                                       |  |  |       |  |  | Arano Cybo, viceré di Napoli |  |  |                                     |  |
| Papa Innocenzo VIII  |                  |                                           |                                       |  |  |       |  |  | Arano Cybo, viceré di Napoli |  |  |                                     |  |
|                      |                  | Teodorina de Mari                         | Stefano de Mari, patrizio genovese    |  |  |       |  |  |                              |  |  |                                     |  |
|                      |                  | Teodorina de Mari                         | Stefano de Mari, patrizio genovese    |  |  |       |  |  |                              |  |  |                                     |  |
|                      |                  | Teodorina de Mari                         | Livia Maria Lercari                   |  |  |       |  |  |                              |  |  |                                     |  |
| Francesco Cybo       |                  | Teodorina de Mari                         |                                       |  |  |       |  |  |                              |  |  |                                     |  |
|                      |                  | …                                         | …                                     |  |  |       |  |  |                              |  |  |                                     |  |
|                      |                  | …                                         | …                                     |  |  |       |  |  |                              |  |  |                                     |  |
|                      |                  | …                                         | …                                     |  |  |       |  |  |                              |  |  |                                     |  |
| …                    |                  | …                                         |                                       |  |  |       |  |  |                              |  |  |                                     |  |
|                      |                  | …                                         | …                                     |  |  |       |  |  |                              |  |  |                                     |  |
|                      |                  | …                                         | …                                     |  |  |       |  |  |                              |  |  |                                     |  |
|                      |                  | …                                         | …                                     |  |  |       |  |  |                              |  |  |                                     |  |
| Caterina Cybo        |                  | …                                         |                                       |  |  |       |  |  |                              |  |  |                                     |  |
|                      | Piero de' Medici | Cosimo de' Medici                         |                                       |  |  |       |  |  |                              |  |  |                                     |  |
|                      | Piero de' Medici | Cosimo de' Medici                         |                                       |  |  |       |  |  |                              |  |  |                                     |  |
|                      | Piero de' Medici | Contessina de' Bardi                      |                                       |  |  |       |  |  |                              |  |  |                                     |  |
| Lorenzo de' Medici   | Piero de' Medici |                                           |                                       |  |  |       |  |  |                              |  |  |                                     |  |
|                      |                  | Lucrezia Tornabuoni                       | Francesco Tornabuoni                  |  |  |       |  |  |                              |  |  |                                     |  |
|                      |                  | Lucrezia Tornabuoni                       | Francesco Tornabuoni                  |  |  |       |  |  |                              |  |  |                                     |  |
|                      |                  | Lucrezia Tornabuoni                       | Selvaggia degli Alessandri            |  |  |       |  |  |                              |  |  |                                     |  |
| Maddalena de' Medici |                  | Lucrezia Tornabuoni                       |                                       |  |  |       |  |  |                              |  |  |                                     |  |
|                      |                  | Jacopo Orsini, signore di Monterotondo    | Orso Orsini, signore di Monterotondo  |  |  |       |  |  |                              |  |  |                                     |  |
|                      |                  | Jacopo Orsini, signore di Monterotondo    | Orso Orsini, signore di Monterotondo  |  |  |       |  |  |                              |  |  |                                     |  |
|                      |                  | Jacopo Orsini, signore di Monterotondo    | Lucrezia Conti                        |  |  |       |  |  |                              |  |  |                                     |  |
| Clarice Orsini       |                  | Jacopo Orsini, signore di Monterotondo    |                                       |  |  |       |  |  |                              |  |  |                                     |  |
|                      |                  | Maddalena Orsini dei signori di Bracciano | Carlo Orsini, signore di Bracciano    |  |  |       |  |  |                              |  |  |                                     |  |
|                      |                  | Maddalena Orsini dei signori di Bracciano | Carlo Orsini, signore di Bracciano    |  |  |       |  |  |                              |  |  |                                     |  |
|                      |                  | Maddalena Orsini dei signori di Bracciano | Paola Orsini dei conti di Tagliacozzo |  |  |       |  |  |                              |  |  |                                     |  |
|                      |                  | Maddalena Orsini dei signori di Bracciano |                                       |  |  |       |  |  |                              |  |  |                                     |  |